# Sindicato (Palma de Mallorca)
Sindicato (en catalán Sindicat) es un barrio de Palma de Mallorca, Baleares, España. Su nombre proviene de la calle del Sindicato, situada en este barrio y siendo una de las principales vías comerciales de la ciudad.
Se encuentra delimitado por los barrios de San Nicolás, Cort, Montesión, La Calatrava, El Mercado, La Misión, Pedro Garau y Foners.
Se accede a él a través de las líneas 8, 9, 10, 11, 31 y 46 de la EMT.
Contaba en el año 2007 con una población de 3.759 habitantes.
- Datos: Q6129102